# Jože Toporišič
Jože Toporišič, slovenski jezikoslovec, slovenist, leksikograf, univerzitetni profesor, akademik * 11. oktober 1926, Mostec, † 9. december 2014, Ljubljana.

## Življenje in delo
Obiskoval je Osnovno šolo v Dobovi (1933–1938), ki se je 12. 10. 2015 preimenovala v Osnovno šolo dr. Jožeta Toporišiča. Šolanje je nadaljeval na klasični gimnaziji v Mariboru, vendar samo tri razrede (1938−1941). V tem času je živel v mariborskem semenišču, kjer se je tudi pripravljal izpit za študij teologije. Med drugo svetovno vojno je bil v taboriščih v Šleziji in na Poljskem (Strzyzów, Wrocław). Po koncu vojne je obiskoval gimnazijo v Brežicah, nato v Mariboru, kjer je v šolskem letu 1946/47 maturiral na Prvi gimnaziji. 
Po maturi se je vpisal na študij slavistike (slovenski jezik s književnostjo in ruski jezik s književnostjo) na Filozofsko fakulteto v Ljubljani. Diplomiral je leta 1952, svojo profesorsko pot pa je začel leta 1953 kot profesorski pripravnik na novomeški gimnaziji, nato je bil do leta 1965 lektor za slovenski jezik na Filozofski fakulteti v Zagrebu. Kot štipendist Humboldtove ustanove je študiral eksperimentalno fonetiko v Hamburgu (1962/63). Doktoriral je leta 1963 na FF v Ljubljani z disertacijo Nazorska in oblikovna struktura Finžgarjeve proze, kjer je bil sprva docent, od 1970 izredni in v letih 1976 - 1996 redni profesor za slovenski jezik in stilistiko kot ustanovni (prvi) predstojnik istoimenske katedre. 
Predaval je predvsem na Filozofski fakulteti, kjer je vzgojil številne generacije slovenistov. Občasno je bil gost na drugih univerzah v Jugoslaviji (Zagreb, Zadar itd.) in po svetu (Chicago, Regensburg, Moskva, Celovec, Gradec, Varšava itd.). 
Bil je aktiven tudi na drugih področjih, od 1970 do 1977 je bil urednik Slavistične revije. 
Jože Toporišič je bil vodilni slovenski jezikoslovec druge polovice 20. stoletja. Bil je avtor številnih jezikoslovnih razprav in del (njegova bibliografija šteje blizu 1000 enot). Svojo pot jezikoslovca je začel s kritiko slovnice štirih avtorjev (Bajec, Kolarič, Rupel, Šolar), ki jo je napisal junija 1957, vendar je v Jeziku in slovstvu niso objavili, saj je bila preobsežna in bi ob ugled spravila takratno slovensko knjižno jezikoslovje. Vendar je ocena našla pot do javnosti, v skrajšani obliki je 1960 najprej v nemščini izšla na Danskem, 1962 pa v hrvaščini. V Sloveniji izšla šele 1987 v monografiji Portreti, razgledi, presoje z naslovom Naša slovnica. Ocena slovnice štirih je postala tudi osnova za nastanek učbenika Slovenski jezik 1–4, ki je bil predhodnik kasnejše znanstvene slovnice slovenskega jezika, Slovenske slovnice (izšla v Mariboru 1976, prenovljene in razširjene izdaje 1984, 1991, 2000, 2004).  
Na njegove nazore o jeziku so vplivali zagrebški jezikoslovec Petar Guberina, Stanislav Škrabec, Anton Breznik in praško, kopenhagensko ter ameriško strukturalno jezikoslovje. Jezikoslovje je razumel kot sistem, jezik kot strukturo. S svojo Enciklopedijo slovenskega jezika je zaslužen za vpeljavo jezikoslovnega izrazja v slovensko jezikoslovno vedo.  
Sodeloval je pri nastajanju Slovarja slovenskega knjižnega jezika in Slovenskega pravopisa. Verjetno je zaradi svoje kontroverznosti in splošne razvpitosti v znanstvenih krogih, kakor tudi v širši javnosti, relativno pozno postal akademik: za dopisnega oz. izrednega člana Slovenske akademije znanosti in umetnosti je bil izvoljen 1991 in za rednega šele 1997, ker je 2 leti prej dobil premalo glasov. Matična univerza mu za razliko od večine njegovih kolegov profesorjev (slavistov in jezikoslovcev s fakultete in SAZU) ni podelila nobenega priznanja ali častnega naslova, najbrž prav tako iz zgoraj omenjenih razlogov.

### Zasebno
Njegov mlajši sin dr. Tomaž Toporišič (1962) je dramaturg, esejist, gledališki teoretik in publicist. Starejši sin Andrej Toporišič (1955) pa je računalničar, solastnik in direktor šole za tuje jezike Panteon College, d.o.o.

### Priznanja in nagrade
Leta 1994 je prejel srebrni častni znak svobode Republike Slovenije, leta 2006 pa Zoisovo nagrado za življenjsko delo. Prejel je še nagrade Univerze v Gradcu (1977), Kidričevega sklada (1979) in Mednarodnega društva za fonetične vede (1979). Oktobra 2017 so mu v parku za Filozofsko fakulteto odkrili spomenik (avtorja Primož Novak in Nika Oblak).

## Izbrana bibliografija (monografije)
- Pripovedna dela Frana Saleškega Finžgarja. Ljubljana: Slovenska matica, 1964. (COBISS)
- Slovenski knjižni jezik, 1-4. Maribor: Obzorja, 1965−1970.
- Slovenska slovnica. Maribor: Obzorja, 11976 (COBISS), 21984 (COBISS), 31991 (COBISS), 42000, 1. nat. (COBISS), 42000, 2. nat. (COBISS).
- Glasovna in naglasna podoba slovenskega jezika. Maribor: Obzorja, 1978. (COBISS)
- Nova slovenska skladnja. Ljubljana: Državna založba Slovenije, 1982. (COBISS)
- Portreti, razgledi, presoje. Maribor: Obzorja, 1987. (COBISS)
- Družbenost slovenskega jezika. Ljubljana: Državna založba Slovenije, 1991. (COBISS)
- Enciklopedija slovenskega jezika. Ljubljana: Cankarjeva založba, 1992. (COBISS)
- Oblikoslovne razprave. Ljubljana: Založba ZRC, ZRC SAZU, 2003. (COBISS)
- Besedjeslovne razprave. Ljubljana: Založba ZRC, ZRC SAZU, 2006. (COBISS)
- Jezikovni pogovori iz Sedem dni. Maribor: Pivec, 2007. (COBISS)
- Stilnost in zvrstnost. Ljubljana: Založba ZRC, ZRC SAZU, 2008. (COBISS)
- Intervjuji in polemike, Ljubljana, Založba ZRC, ZRC SAZU, 2011.